# Кубок Африки по регби 2012
Кубок Африки 2012 — двенадцатый розыгрыш турнира среди сильнейших регбийных сборных Африки за исключением ЮАР. Чемпионом высшего дивизиона впервые стала Зимбабве, которая обыграла в финале соперников из Уганды. Чемпионат проводился Африканской конфедерацией регби. Розыгрыш (наряду с сезонами 2013 и 2014 годов) стал частью отборочного турнира к чемпионату мира 2015 года.

## Изменения по сравнению с предыдущим сезоном
- Марокко и  Намибия были переведены из дивизиона 1A в дивизион 1B. Причина: выход из турнира в прошлом сезоне.
- Уганда и  Зимбабве переведены в дивизион 1A из дивизиона 1B.
- Кот-д’Ивуар переведён из дивизиона 1B в дивизион 1C. Причина: выход из турнира в прошлом сезоне.
- Сенегал переведён в дивизион 1B из дивизиона 1C.
- Маврикий и  Нигерия переведены в дивизион 1C из дивизиона 1D.
- Дивизион 1D прекратил существование.
- Северная и Южная группы дивизиона 2 объединены.
- Алжир и  Египет стали участниками дивизиона 2.
- Чад,  Бурунди и  Руанда покинули чемпионат.
- ДР Конго,  Республика Конго,  Габон,  Ливия,  Мавритания,  Реюньон,  Свазиленд и  Танзания были исключены из состава участников. Причина: выход из турнира в прошлом сезоне.

## Дивизион 1A
Матчи дивизиона проходили с 10 по 14 июля в Тунисе.

### Команды
- Зимбабве
- Кения
- Тунис
- Уганда

### Результаты

#### 1/2 финала
| 2012-07-10 | Тунис | 14:30 | Зимбабве | «Стад Мунисипаль де Жеммаль» Зрителей: 3 000 Судья: Сирил Лафон |
| 2012-07-10 |       |       |          | «Стад Мунисипаль де Жеммаль» Зрителей: 3 000 Судья: Сирил Лафон |

| 2012-07-10 | Уганда | 21:19 | Кения | «Стад Мунисипаль де Жеммаль» Зрителей: 1 500 Судья: Арно Блондель |
| 2012-07-10 |        |       |       | «Стад Мунисипаль де Жеммаль» Зрителей: 1 500 Судья: Арно Блондель |

#### Матч за 3-е место
| 2012-07-14 | Тунис | 24: 31 | Кения | «Стад Мунисипаль де Жеммаль» Зрителей: 1 000 Судья: Арно Блондель |
| 2012-07-14 |       |        |       | «Стад Мунисипаль де Жеммаль» Зрителей: 1 000 Судья: Арно Блондель |

#### Финал
| 2012-07-14 | Зимбабве | 22:18 | Уганда | «Стад Мунисипаль де Жеммаль» Зрителей: 1 500 Судья: Сирил Лафон |
| 2012-07-14 |          |       |        | «Стад Мунисипаль де Жеммаль» Зрителей: 1 500 Судья: Сирил Лафон |

## Дивизион 1B
Матчи дивизиона проходили с 4 по 11 июля в Антананариву (Мадагаскар).

### Команды
- Мадагаскар (выход в 1A по итогам сезона)
- Марокко (вылет в 1C по итогам сезона, исключение из квалификации к ЧМ-2015)
- Намибия
- Сенегал

### Результаты

#### 1/2 финала
| 2012-07-04 | Мадагаскар | 35:28 | Марокко | «Маамасина» Зрителей: 35 000 Судья: Лесего Легоэте |
| 2012-07-04 | отчёт      |       |         | «Маамасина» Зрителей: 35 000 Судья: Лесего Легоэте |

| 2012-07-04 | Намибия | 20:18 | Сенегал | «Маамасина» Зрителей: 35 000 Судья: Марк Лоуренс |
| 2012-07-04 | отчёт   |       |         | «Маамасина» Зрителей: 35 000 Судья: Марк Лоуренс |

#### Матч за 3-е место
| 2012-07-08 | Марокко | 25:26 | Сенегал | «Маамасина» Зрителей: 40 000 Судья: Лесего Легоэте |
| 2012-07-08 | отчёт   |       |         | «Маамасина» Зрителей: 40 000 Судья: Лесего Легоэте |

#### Финал
| 2012-07-08 | Мадагаскар | 57:54 (ОТ) | Намибия | «Маамасина» Зрителей: 40 000 Судья: Марк Лоуренс |
| 2012-07-08 | отчёт      |            |         | «Маамасина» Зрителей: 40 000 Судья: Марк Лоуренс |

| Дополнительные судьи: Готье Озу Уилл Пондгера |

- В финальном матче было установлено два рекорда всех времён для тестовых матчей в регби-15[3].
  - 54 очка Намибии — лучший в истории результат проигравшей команды. Предыдущий рекорд — 44 очка Уэльса в игре с Аргентиной (44:50, 2004 год).
  - Ничья 43:43 по итогам основного времени матча — самая результативная ничья в истории. Предыдущий рекорд — 30:30 — был установлен ЮАР и Францией в 2005 году, а затем повторён сборными Литвы и Швеции в матче Европейского кубка наций 2010/12.

## Дивизион 1C
Матчи дивизиона проходили с 22 по 28 июля в Габороне (Ботсвана).

### Команды
- Ботсвана
- Кот-д’Ивуар
- Маврикий
- Нигерия
- Замбия
- Камерун (команда снялась с соревнования)

### Результаты

#### Тур 1
| 2012-07-22 | Маврикий | 26:22 | Нигерия | «УБ Стэдиум» Судья: Денис Ангуйо |
| 2012-07-22 | отчёт    |       |         | «УБ Стэдиум» Судья: Денис Ангуйо |

| 2012-07-22 | Ботсвана | 23:15 | Замбия | «УБ Стэдиум» Судья: Габриэль Мазенда |
| 2012-07-22 | отчёт    |       |        | «УБ Стэдиум» Судья: Габриэль Мазенда |

#### Тур 2
| 2012-07-25 | Кот-д’Ивуар | 29:17 | Нигерия | «УБ Стэдиум» Судья: Эммануэль Масинки |
| 2012-07-25 | отчёт       |       |         | «УБ Стэдиум» Судья: Эммануэль Масинки |

#### Тур 3
| 2012-07-28 14:00 CAT | Кот-д’Ивуар | 24:18 | Замбия | «УБ Стэдиум» Судья: Эммануэль Масинки |
| 2012-07-28 14:00 CAT | отчёт       |       |        | «УБ Стэдиум» Судья: Эммануэль Масинки |

| 2012-07-28 | Ботсвана | 25:14 | Маврикий | «УБ Стэдиум» Судья: Эндрю Карани |
| 2012-07-28 | отчёт    |       |          | «УБ Стэдиум» Судья: Эндрю Карани |

### Турнирная таблица
| Место | Команда     | Игры  | Игры   | Игры  | Игры      | Очки       | Очки      | Очки    | Турнирные очки |
| Место | Команда     | всего | победы | ничьи | поражения | заработано | пропущено | разница | Турнирные очки |
| ----- | ----------- | ----- | ------ | ----- | --------- | ---------- | --------- | ------- | -------------- |
| 1     | Ботсвана    | 2     | 2      | 0     | 0         | 48         | 29        | +19     | 8              |
| 2     | Кот-д’Ивуар | 2     | 2      | 0     | 0         | 53         | 35        | +18     | 8              |
| 3     | Маврикий    | 2     | 1      | 0     | 1         | 40         | 47        | -7      | 4              |
| 4     | Замбия      | 2     | 0      | 0     | 2         | 33         | 47        | -14     | 1              |
| 5     | Нигерия     | 2     | 0      | 0     | 2         | 39         | 55        | -16     | 1              |

## Дивизион 2
Матчи дивизиона проходили с 29 по 30 июня в Ломе (Того).

### Команды
- Бенин
- Буркина-Фасо
- Египет
- Гана
- Мали
- Нигер
- Того-1
- Того-2

### Группа A
| Место | Команда      | Игры  | Игры   | Игры  | Игры      | Очки       | Очки      | Очки    | Турнирные очки |
| Место | Команда      | всего | победы | ничьи | поражения | заработано | пропущено | разница | Турнирные очки |
| ----- | ------------ | ----- | ------ | ----- | --------- | ---------- | --------- | ------- | -------------- |
| 1     | Буркина-Фасо | 3     | 1      | 2     | 0         | 26         | 19        | +7      | 7              |
| 2     | Мали         | 3     | 2      | 0     | 1         | 26         | 19        | +7      | 6              |
| 3     | Египет       | 3     | 1      | 1     | 1         | 40         | 33        | +7      | 5              |
| 4     | Бенин        | 3     | 0      | 1     | 2         | 15         | 36        | -21     | 2              |

- Тур 1
  - Мали—Египет: 14:7
  - Буркина-Фасо—Бенин: 5:5
- Тур 2
  - Мали—Бенин: 12:5
  - Буркина-Фасо—Египет: 14:14
- Тур 3
  - Мали—Буркина-Фасо: 0:7
  - Бенин—Египет: 5:19

### Группа B
| Место | Команда | Игры  | Игры   | Игры  | Игры      | Очки       | Очки      | Очки    | Турнирные очки |
| Место | Команда | всего | победы | ничьи | поражения | заработано | пропущено | разница | Турнирные очки |
| ----- | ------- | ----- | ------ | ----- | --------- | ---------- | --------- | ------- | -------------- |
| 1     | Нигер   | 3     | 3      | 0     | 0         | 38         | 5         | +33     | 9              |
| 2     | Гана    | 3     | 2      | 0     | 1         | 22         | 12        | +10     | 6              |
| 3     | Того-1  | 3     | 1      | 0     | 2         | 17         | 17        | 0       | 3              |
| 4     | Того-2  | 3     | 0      | 0     | 3         | 0          | 43        | -43     | 0              |

- Тур 1
  - Нигер—Того-2: 14:0
  - Гана—Того-1: 5:0
- Тур 2
  - Нигер—Того-1: 12:0
  - Гана—Того-2: 12:0
- Тур 3
  - Нигер—Гана: 12:5
  - Того-1—Того-2: 17:0

### Плей-офф
- Полуфиналы 1
  - Египет—Того-2: 0:0
  - Бенин—Того-1: 0:12
- Полуфиналы 2
  - Буркина-Фасо—Гана: 0:10
  - Нигер—Мали: 0:0
- Матч за 7-е место:
  - Бенин—Того-2: 10:5
- Матч за 5-е место:
  - Египет—Того-1: 5:7
- Матч за 3-е место:
  - Буркина-Фасо—Мали: 14:0
- Финал:
  - Гана-Нигер: 5:12